# Раймон Пеллегрен
Раймо́н Пеллегре́н (фр. Raymond Pellegrin, справжнє ім'я та прізвище — Раймо́н Луї́ Піла́д Пеллегріні́ (фр. Raymond Louis Pilade Pellegrini); 1 січня 1925, Париж, Франція — 14 жовтня 2007, Гарон, Гар, Франція) — французький актор театру, кіно та телебачення.

## Біографія
Раймон Пеллегрен народився 1 січня 1925 року в Ніцці, де його батько Аттілій працював ресторатором та помер, коли Раймону було 14 років. Раймону довелося закінчити школу і знайти роботу, щоб підтримувати свою матір. Він брався за різноманітні роботи, але знайшов своє справжнє покликання, коли взяв участь у драматичних курсах П'єррети Кайоль. У той час у Ніцці перебувало багато митців, які втекли з окупованого німцями Парижа. Чоловік Кайоль, кінорежисер Іван Ное, запропонував 16-річному Пеллегрену невелику роль у своєму фільмі «Шість дівчат у білому» (1941), де він знявся з Жаном Мюра та Жанін Дарсі. Через рік Раймон Пеллегрен дебютував на сцені Палацу Середземного моря (фр. Palais de la Méditerranée) в Ніцці в постановці Президента Одукера Роже Фердінанда. У 1943 році він з'явився в театрі Монако у виставі «Це було в липні», де був помічений Марселем Паньолем, який оцінив талант молодого актора, запросивши його у 1945 році для участі у постановці своєї п'єси «Топаз» у театрі «Пігаль» у Парижі. Наступного року Паньоль дав Пеллегрену роль у «Сезарі» в Театрі «Вар'єте».
Вдруге Раймон Пеллегре по-справжньому дебютував у кіно роллю Фредеріка Ростана у фільмі «Наїс» (1945, реж. Марсель Паньоль та Раймон Лебурсьє) з Фернанделем у головній ролі. Його акторським проривом у кіно стала роль Джино Болліні у фільмі Андре Каятта «Ми всі вбивці» (1952), який був відзначений Спеціальним призом журі 5-го Каннського міжнародного кінофестивалю. Окрім Марселя Паньоля, другим наставником Пеллегрена у професії був Саша Гітрі, який доручив йому роль Наполеона у своєму фільмі «Наполеон» 1955 року. Пеллегрен також багато знімався в нуарових фільмах, у тому числі поставлених Жаном-П'єром Мельвілем.
Пеллегрен, який на думку актора Домініка Зарді мав «найкрасивіший голос у французькому кіно», озвучив роль Фантомаса, зіграну Жаном Маре в трилогії Андре Юнебеля «Фантомас», «Фантомас розлютився» (1965) та «Фантомас проти Скотланд-Ярда» (1967).
Раймон Пеллегрен знімався також у таких режисерів, як Ральф Хабіб, Луїджі Дзампа, Ів Аллегре, Анрі Декуен, Жан Деланнуа, Альберто Латтуада, Сідні Люмет, Клод Лелуш та ін., зігравши за час акторської кар'єри ролі у майже 140 кіно-, телефільмах та серіалах. Його остання поява на екрані була в телевізійному фільмі «Нотатки про смішне» (2002, реж. Данієль Лоссе), адаптації сюжету Марселя Паньоля.
Раймон Пеллегрен помер 14 жовтня 2007 року в Гароні, Франція, у віці 82 років через вісім місяців після смерті своєї дружини Жизель.

## Особисте життя
Раймон Пеллегрен був двічі одружений. З 1949 до 1955 року він перебував у шлюбі з акторкою Дорою Долл (розлучилися), з якою має доньку Данієль. З 1955-го його дружиною до її смерті у 2007 році була акторка Жизель Паскаль; їхня донька Паскаль (нар. 12.9.1962) також стала акторкою.

## Фільмографія
У кіно
| Рік  |   | Українська назва                                   | Оригінальна назва                                   | Роль                           |
| ---- | - | -------------------------------------------------- | --------------------------------------------------- | ------------------------------ |
| 1941 | ф | Шість дівчат у білому                              | Six petites filles en blanc                         | молода людина                  |
| 1945 | ф | Жебрачка Марі                                      | Marie la Misère                                     | Жорж                           |
| 1945 | ф | Наїс                                               | Naïs                                                | Фредерік                       |
| 1946 | ф | Єрихон                                             | Jericho                                             | П'єр, син аптекаря             |
| 1947 | ф | Жінка в червоному                                  | La femme en rouge                                   | Жан Талє                       |
| 1947 | ф | Лягавий                                            | Un flic                                             | Жорж Моньє                     |
| 1947 | ф | Діамант за п'ять франків                           | Le diamant de cent sous                             | Тоні                           |
| 1951 | ф | Винен?                                             | Coupable?                                           | Ноель Порталь                  |
| 1951 | ф | Бродяга мільярдер                                  | Le clochard milliardaire                            | Анрі Лепланш                   |
| 1952 | ф | Бенкет шахраїв                                     | Le banquet des fraudeurs                            | Мішель Демез                   |
| 1952 | ф | Ми всі вбивці                                      | Nous sommes tous des assassins                      | Джино Болліні                  |
| 1952 | ф | Три жінки                                          | Trois femmes                                        | Жульєн (епізод «Літати»)       |
| 1952 | ф | Заборонений плід                                   | Le fruit défendu                                    | Октаве                         |
| 1952 | ф | Манон з джерела                                    | Manon des sources                                   | учитель                        |
| 1953 | ф | Свідок з півночі                                   | Le témoin de minuit                                 | Роже Ноель                     |
| 1953 | ф | Нічні компаньйони                                  | Les Compagnes de la nuit                            | Жо Верльє                      |
| 1953 | ф | Сказ у тілі                                        | La rage au corps                                    | Антоніо «Тоніо» Бореллі        |
| 1954 | ф | Інтриганки                                         | Les Intrigantes                                     | Андреас                        |
| 1954 | ф | Велика гра                                         | Le grand jeu                                        | Маріо                          |
| 1954 | ф | Торговця ілюзіями                                  | Marchandes d'illusions                              | Рене                           |
| 1954 | ф | Вогонь у крові                                     | Le feu dans la peau                                 | Селестен Рабу                  |
| 1954 | ф | Римлянка                                           | La romana                                           | Астаріта                       |
| 1954 | ф | Порочні                                            | Les impures                                         | Маріо                          |
| 1955 | ф | Наполеон                                           | Napoléon                                            | Наполеон Бонапарт (старий)     |
| 1955 | ф | Фанфарон                                           | Le crâneur                                          | Філіпп                         |
| 1955 | ф | Люди в білому                                      | Les hommes en blanc                                 | доктор Жан Нірак               |
| 1955 | ф | Шантаж                                             | Chantage                                            | Жан-Луї Лябуре                 |
| 1955 | ф | Вуличне світло                                     | La lumière d'en face                                | Жорж Марсо                     |
| 1956 | ф | Закон вулиць                                       | La Loi des rues                                     | Жо-Грек                        |
| 1957 | ф | Буча                                               | Le feu aux poudres                                  | Людовик «Людо» Ферр'є          |
| 1957 | ф | До останнього                                      | Jusqu'au dernier                                    | Фернан Бастіа                  |
| 1957 | ф | Гірка перемога                                     | Bitter Victory                                      | Мекрайн                        |
| 1958 | ф | Цілющий відвар                                     | La bonne tisane                                     | доктор Ожеро                   |
| 1958 | ф | Мімі Пінсон                                        | Mimi Pinson                                         | Фредерік де Монтазель          |
| 1959 | ф | Це відбувається для того, щоб жити                 | Ça n'arrive qu'aux vivants                          | Анрі Бруні                     |
| 1959 | ф | Професійна таємниця                                | Secret professionnel                                | доктор Андре Фуко              |
| 1959 | ф | Біла каска                                         | El casco blanco                                     |                                |
| 1960 | ф | Собачий пікнік                                     | Chien de pique                                      | Робер                          |
| 1961 | ф | Нежданий                                           | L'imprevisto                                        | Серізуллі                      |
| 1962 | ф | Вид з мосту                                        | Vu du pont                                          | Марко                          |
| 1962 | ф | Горацій 62                                         | Horace 62                                           | Ноель Колонна                  |
| 1962 | ф | Нерадісний дзвін                                   | Carillons sans joie                                 | Шарль Буржон                   |
| 1962 | ф | Паризькі таємниці                                  | Les mystères de Paris                               | барон де Лансіньяк             |
| 1962 | ф | Імперська Венера                                   | Venere imperiale                                    | Наполеон Бонапарт              |
| 1964 | ф | Суп                                                | La bonne soupe                                      | Арман Будар                    |
| 1964 | ф | Ось кінь блідий                                    | Behold a Pale Horse                                 | Карлос                         |
| 1965 | ф | Лють у Байя для агента ОСС 117                     | Furia à Bahia pour OSS 117                          | Леандро                        |
| 1966 | ф | Відділ по боротьбі з бандитизмом                   | Brigade antigangs                                   | Роже Сарте                     |
| 1966 | ф | Друге дихання                                      | Le deuxième souffle                                 | Поль Річчі                     |
| 1966 | ф |                                                    | Maigret a Pigalle                                   | Фред Альфонсі                  |
| 1967 | ф | Людина, яка коштувала мільярди                     | L'homme qui valait des milliards                    | Новак                          |
| 1968 | ф | Смак смерті                                        | Quanto costa morire                                 | Білл Ренсом                    |
| 1968 | ф | Під знаком Монте-Крісто                            | Sous le signe de Monte-Cristo                       | Морсер                         |
| 1969 | ф | Інквізиція                                         | Beatrice Cenci                                      | кардинал Ланчіані              |
| 1970 | ф | Справа совісті                                     | Un caso di coscienza                                | Солфі                          |
| 1971 | ф | Левова частка                                      | La part des lions                                   | Маркаті                        |
| 1971 | ф | Смертельне доручення                               | Le saut de l'ange                                   | Дієго Альварес                 |
| 1972 | ф | Запах хижаків                                      | L'odeur des fauves                                  | Файєн                          |
| 1972 | ф | Чужак                                              | Les intrus                                          | Фредерік Персонн               |
| 1972 | ф | Зловживання владою                                 | Abuso di potere                                     | Нікола Дало                    |
| 1972 | ф | Каморра                                            | Camorra                                             | Mario Capece                   |
| 1973 | ф | Поважна сім'я                                      | L'onorata famiglia                                  | Дон Пеппыно Скалізе            |
| 1973 | ф | Плодіться і розмножуйтеся                          | Crescete e moltiplicatevi                           |                                |
| 1973 | ф | Офіцер поліції без жодного значення                | Un officier de police sans importance               | кломісар Декерсан              |
| 1973 | ф | Змова                                              | Le complot                                          | Паро                           |
| 1973 | ф | Одинак                                             | Le solitaire                                        | Існар, «Кепі-Блан»             |
| 1973 | ф | На прізвиську Громило                              | Piedone lo sbirro                                   | адвокат Де Ріббіс              |
| 1974 | ф | Помста каморри                                     | I guappi                                            | Айосса                         |
| 1974 | ф | Продажні поліцейські                               | Il poliziotto è marcio                              | Паскаль                        |
| 1974 | ф | Відповідь знає тільки вітер                        | Die Antwort kennt nur der Wind                      | комісар Жан-П'єр Лакросс       |
| 1974 | ф | Тащись, дівчино, тащись, поки музика тече по венах | Viaggia, ragazza, viaggia, hai la musica nelle vene | Джорджо Фонтен                 |
| 1975 | ф | Людина вершить правосуддя                          | L'uomo della strada fa giustizia                    | інспектор Бертоне              |
| 1975 | ф | Обмін                                              | Change                                              | Антуан Мазен                   |
| 1975 | ф | Амбітний                                           | L'ambizioso                                         | Дон Енріко                     |
| 1976 | ф | Розбиті мрії                                       | Zerschossene Träume                                 | бос                            |
| 1976 | ф | Скандал                                            | Scandalo                                            | професор Анрі Мішу             |
| 1976 | ф | Італія — рука з пістолетом                         | Italia a mano armata                                | Арпіно                         |
| 1976 | ф | Страх у місті                                      | Paura in città                                      | Леттієрі                       |
| 1976 | ф | Чортовий човен!                                    | Puttana galera!                                     | Ванжеллі                       |
| 1977 | ф | Коли місто прокидається                            | Quand la ville s'éveille                            | Джо                            |
| 1977 | ф | Антоніо Грамші: Тюремні дні                        | Antonio Gramsci: i giorni del carcere               |                                |
| 1978 | ф | Свині з P.38                                       | Porci con la P.38                                   | сержант Олден                  |
| 1980 | ф | Злочинці в ночі                                    | Le bar du téléphone                                 | Робер Перес                    |
| 1981 | ф | Болеро                                             | Les uns et les autres                               | мосьє Реймон                   |
| 1982 | ф | Рожевий і білий                                    | Le rose et le blanc                                 | Альберт Фаріа                  |
| 1982 | ф | Шльондра                                           | Porca vacca                                         |                                |
| 1982 | ф | Мій любий, ти мерзотник                            | Plus beau que moi, tu meurs                         | інспектор Тетар                |
| 1984 | ф | Нічний дозор                                       | Ronde de nuit                                       | Сіссія Карпеллі, власник кубла |
| 1984 | ф | Хай живе життя!                                    | Viva la vie!                                        | Баррет                         |
| 1986 | ф | Жубіаба                                            | Jubiabá                                             | командир                       |
| 1988 | ф | Дон Боско                                          | Don Bosco                                           | Пій IX                         |

На телебаченні
| Рік       |    | Українська назва                        | Оригінальна назва                       | Роль                |
| --------- | -- | --------------------------------------- | --------------------------------------- | ------------------- |
| 1957—1966 | с  | Камера досліджує час                    | La caméra explore le temps              | Наполеон            |
| 1967—1990 | с  | Розслідування комісара Мегре            | Les enquêtes du commissaire Maigret     | Джон Маура          |
| 1975—1990 | с  | Сінема 16                               | Cinéma 16                               | Буґран              |
| 1976      | с  | Комісар Мулен                           | Commissaire Moulin                      | Нойбауер            |
| 1978      | тф | Пани чиновники                          | Messieurs les ronds de cuir             | La Hourmerie        |
| 1978      | тф | Не можна гуляти зовсім голою            | Mais n'te promène donc pas toute nue    | заступник Вентру    |
| 1979      | тф | Дитині дають проносне                   | On purge bébé                           | Горацій Труше       |
| 1979      | тф | Історії бандитів: Стильні               | Histoires de voyous: L'élégant          | Фредо, елегантний   |
| 1979      | тф | Обіцянка                                | La promessa                             | Начальник поліції   |
| 1980      | тф | Доктор Тейран                           | Docteur Teyran                          | комісар Торіньї     |
| 1981      | с  | Одні та інші                            | Les uns et les autres                   | Реймон              |
| 1981      | тф | Чоловік з Гамбурга                      | L'homme de Hambourg                     | Альфонс Ґаллє       |
| 1984      | тф | Луїзіана                                | Louisiana                               | Морлі               |
| 1985      | с  | Шатовайон                               | Châteauvallon                           | Альбертас Ковалік   |
| 1986      | с  | Ніс собаки                              | Naso di cane                            | Антоніо Гарофало    |
| 1988      | тф | Чарівна Юлія                            | Adorable Julia                          |                     |
| 1988      | тф | Холостячка                              | La garçonne                             | Дюма                |
| 1988      | тф | Велика людина: Політика щодо наркотиків | Big Man: Polizza droga                  | комісар Тоні Карузо |
| 1988      | тф | Велика людина: Дівчина сміється         | Big Man: La fanciulla che ride          | комісар Тоні Карузо |
| 1988      | тф | Велика людина: Бумеранг                 | Big Man: Boomerang                      | комісар Тоні Карузо |
| 1989      | тф | Охоронець                               | Der Leibwächter                         | Серж Мазра          |
| 1989      | тф | Жанна д'Арк. Влада і невинність         | Jeanne d'Arc, le pouvoir de l'innocence | Кошон               |
| 1989—1992 | с  | Тричі переможець                        | Le triplé gagnant                       | комісар Рокка       |
| 1994—1999 | с  | Чорний втручається                      | Schwarz greift ein                      | Антоніо Саккі       |
| 2002      | тф | Нотатки про смішне                      | Notes sur le rire                       | Реймон Бланшар      |